# Finala Ligii Campionilor 2016
Finala Ligii Campionilor 2016 va fi meciul final și decisiv al Ligii Campionilor 2015-2016, cel de-al 61-lea sezon a celei mai bune competiții fotbalistice interclub ca valoare din Europa, organizată de UEFA, și al 24-lea de când a fost redenumită din Cupa Campionilor Europeni în Liga Campionilor UEFA. Acesta va fi jucat pe stadionul Giuseppe Meazza din Milano, Italia, la 28 mai 2016. Câștigătoarea acestui meci va juca cu câștigătoarea UEFA Europa League 2015-2016 în Supercupa Europei 2016. De asemenea se vor califica direct în semifinalele Campionatului Mondial al Cluburilor FIFA 2016 ca reprezentanți UEFA.
Finala UEFA Champions League 2016 a fost câștigată de echipa spaniola Real Madrid. Aceasta a învins-o pe rivala din oraș, Atletico Madrid cu scorul de 5-4 (penalty).Prima care a marcat a fost Real Madrid prin Sergio Ramos golul. A fost nevoie de lovituri de departajare in care Real Madrid a castigat cu scorul de 5-4 .

## Meci

### Detalii
Echipa „gazdă” (în scopuri administrative) a fost determinată printr-o remiză suplimentară organizată după extragerea semifinala, care a avut loc la 15 aprilie 2016 la sediul UEFA din Nyon, Elveția.
| Real Madrid                                  | 1–1 (d.p.) | Atlético Madrid                      |
| -------------------------------------------- | ---------- | ------------------------------------ |
| Ramos 15'                                    | Raport     | Carrasco 79'                         |
| - Vázquez - Marcelo - Bale - Ramos - Ronaldo | 5–3        | - Griezmann - Gabi - Saúl - Juanfran |

| Real Madrid | Atlético Madrid |

| P               | 1  | Keylor Navas      | 47'   |     |
| FD              | 15 | Dani Carvajal     | 11'   | 52' |
| FC              | 4  | Sergio Ramos (c)  | 90+3' |     |
| FC              | 3  | Pepe              | 112'  |     |
| FS              | 12 | Marcelo           |       |     |
| MD              | 14 | Casemiro          | 79'   |     |
| MD              | 19 | Luka Modrić       |       |     |
| MS              | 8  | Toni Kroos        |       | 72' |
| AD              | 11 | Gareth Bale       |       |     |
| AC              | 9  | Karim Benzema     |       | 77' |
| AS              | 7  | Misstiano Penaldo |       |     |
| Rezerve:        |    |                   |       |     |
| P               | 13 | Kiko Casilla      |       |     |
| F               | 6  | Nacho             |       |     |
| F               | 23 | Danilo            | 93'   | 52' |
| M               | 10 | James Rodríguez   |       |     |
| M               | 18 | Lucas Vázquez     |       | 77' |
| M               | 22 | Isco              |       | 72' |
| A               | 20 | Jesé              |       |     |
| Antrenor:       |    |                   |       |     |
| Zinedine Zidane |    |                   |       |     |

| P             | 13 | Jan Oblak         |       |      |
| FD            | 20 | Juanfran          |       |      |
| FC            | 15 | Stefan Savić      |       |      |
| FC            | 2  | Diego Godín       |       |      |
| FS            | 3  | Filipe Luís       |       | 109' |
| MD            | 17 | Saúl              |       |      |
| MC            | 14 | Gabi (c)          | 90+3' |      |
| MC            | 12 | Augusto Fernández |       | 46'  |
| MS            | 6  | Koke              |       | 116' |
| AS            | 7  | Antoine Griezmann |       |      |
| AC            | 9  | Fernando Torres   | 61'   |      |
| Rezerve:      |    |                   |       |      |
| P             | 1  | Miguel Ángel Moyà |       |      |
| F             | 19 | Lucas Hernandez   |       | 109' |
| F             | 24 | José Giménez      |       |      |
| M             | 5  | Tiago             |       |      |
| M             | 21 | Yannick Carrasco  |       | 46'  |
| M             | 22 | Thomas            |       | 116' |
| A             | 16 | Ángel Correa      |       |      |
| Antrenor:     |    |                   |       |      |
| Diego Simeone |    |                   |       |      |

| Omul meciului: Sergio Ramos (Real Madrid) Arbitri asistenți: Simon Beck (Anglia) Jake Collin (Anglia) Al patrulea oficial: Viktor Kassai (Ungaria) Arbitru asistent suplimentar: Anthony Taylor (England) Andre Marriner (Anglia) Arbitru asistent de rezervă: Stuart Burt (Anglia) | Regulile meciului - 90 minute. - 30 minute de prelungiri dacă este necesar. - Penaltiuri dacă scorul este egal. - Șapte rezerve numite. - Maxim trei schimbări. |

### Statisticii
| Statisticii       | Real Madrid | Atlético Madrid |
| ----------------- | ----------- | --------------- |
| Goluri marcate    | 1           | 0               |
| Total șuturi      | 5           | 5               |
| Șuturi pe poartă  | 2           | 3               |
| Apărate           | 3           | 1               |
| Posesia mingii    | 48%         | 52%             |
| Cornere           | 1           | 1               |
| Faulturi          | 6           | 6               |
| Offside-uri       | 0           | 1               |
| Cartonașe galbene | 1           | 0               |
| Cartonașe roșii   | 0           | 0               |

| Statistici        | Real Madrid | Atlético Madrid |
| ----------------- | ----------- | --------------- |
| Goluri marcate    | 0           | 1               |
| Total șuturi      | 9           | 10              |
| Șuturi pe poartă  | 4           | 1               |
| Apărate           | 0           | 4               |
| Posesia mingii    | 45%         | 55%             |
| Cornere           | 3           | 1               |
| Faulturi          | 8           | 7               |
| Offside-uri       | 0           | 1               |
| Cartonașe galbene | 3           | 2               |
| Cartonașe roșii   | 0           | 0               |

| Statistici        | Real Madrid | Atlético Madrid |
| ----------------- | ----------- | --------------- |
| Goluri marcate    | 0           | 0               |
| Total șuturi      | 11          | 3               |
| Șuturi pe poartă  | 2           | 0               |
| Apărate           | 0           | 2               |
| Posesia mingii    | 44%         | 56%             |
| Cornere           | 3           | 4               |
| Faulturi          | 4           | 3               |
| Offside-uri       | 0           | 0               |
| Cartonașe galbene | 2           | 0               |
| Cartonașe roșii   | 0           | 0               |

| Statistici        | Real Madrid | Atlético Madrid |
| ----------------- | ----------- | --------------- |
| Goluri marcate    | 1           | 1               |
| Total șuturi      | 25          | 18              |
| Șuturi pe poartă  | 8           | 4               |
| Apărate           | 3           | 7               |
| Posesia mingii    | 46%         | 54%             |
| Cornere           | 7           | 6               |
| Faulturi          | 18          | 16              |
| Offside-uri       | 0           | 2               |
| Cartonașe galbene | 6           | 2               |
| Cartonașe roșii   | 0           | 0               |

## Legături externe
- UEFA Champions League (site oficial)